# 1917 na arte

## Quadros
- Teófilo Braga de Columbano Bordalo Pinheiro.
- Entrada de Amadeu de Sousa Cardoso.

## Nascimentos
| Data          | Nome                               | Profissão                                               | Nacionalidade  | Observações | Ref |
| ------------- | ---------------------------------- | ------------------------------------------------------- | -------------- | ----------- | --- |
| 6 de março    | Will Eisner                        | autor de banda desenhada                                | Estados Unidos | m. 2005     |     |
| 10 de março   | Alice Brueggemann                  | pintora, desenhista e professora                        | Brasil         | m. 2001     |     |
| 31 de março   | Orlando Mattos                     | desenhista, chargista, jornalista e pintor brasileiro   | Brasil         | m. 1992     |     |
| 22 de abril   | Sidney Robert Nolan                | pintor                                                  | Austrália      | m. 1992     |     |
| 18 de maio    | Bill Everett                       | cartunista                                              | Estados Unidos | m. 1973     |     |
| 25 de maio    | Hans Hedberg                       | escultor                                                | Suécia         | m. 2007     |     |
| 27 de maio    | Frank Schaeffer                    | pintor, desenhista, gravador, ilustrador e professor    | Brasil         | m. 2008     |     |
| 12 de julho   | Andrew Wyeth                       | pintor                                                  | Estados Unidos | m. 2009     |     |
| 17 de julho   | Alice Soares                       | pintora e desenhista                                    | Brasil         | m. 2005     |     |
| 22 de julho   | Maria Leontina da Costa            | pintora, gravadora, desenhista, vitralista e azulejista | Brasil         | m. 1984     |     |
| 23 de outubro | Júlio Resende                      | pintor                                                  | Portugal       | m. 2011     |     |
| 2 de dezembro | Deoscóredes Maximiliano dos Santos | artista plástico e escritor                             | Brasil         | m. 2013     |     |
| ??            | Vasco Costa                        | pintor                                                  | Portugal       | m. 1986     |     |
| ??            | Gastão Hofstetter                  | pintor, gravurista e ilustrador                         | Brasil         | m. 1986     |     |
| ??            | Jacintho Moraes                    | pintor e ilustrador                                     | Brasil         | m. 1982     |     |

## Mortes

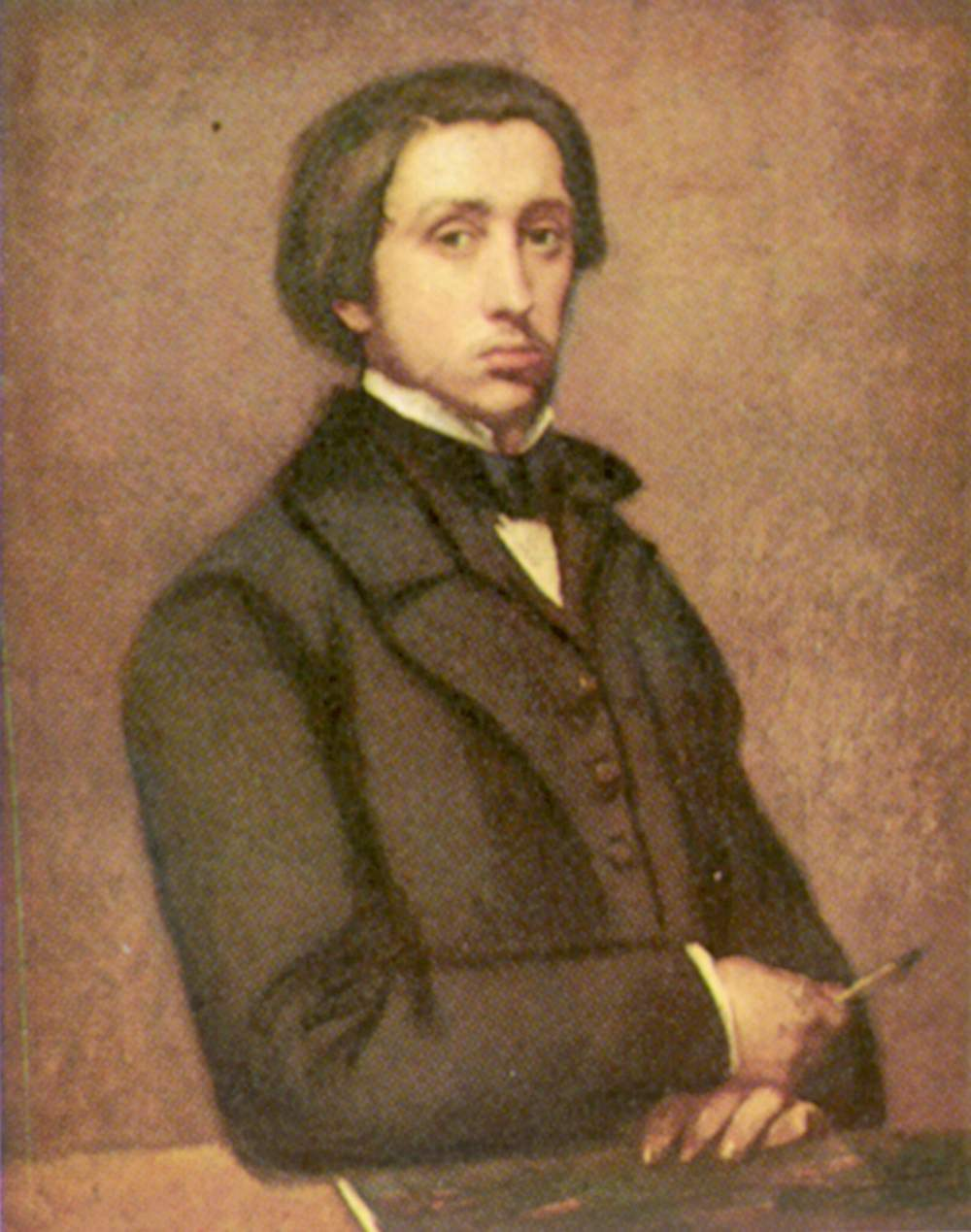
Edgar Degas (1834 - 1917)

| Data            | Nome                    | Profissão | Nacionalidade | Observações | Ref |
| --------------- | ----------------------- | --------- | ------------- | ----------- | --- |
| 10 de Janeiro   | Viktor Madarász         | pintor    | Hungria       | n. 1840     |     |
| 10 de Fevereiro | John William Waterhouse | pintor    | Reino Unido   | n. 1849     |     |
| 17 de Fevereiro | Carolus-Duran           | pintor    | França        | n. 1837     |     |
| 27 de Setembro  | Edgar Degas             | pintor    | França        | n. 1834     |     |
| 31 de Dezembro  | Federico Zandomeneghi   | pintor    | Itália        | n. 1841     |     |
| ??              | Manuel Lopes Rodrigues  | pintor    | Brasil        | n. 1860     |     |

## Prémios
- Prémio Valmor e Municipal de Arquitectura 1917 - Ernesto Korrodi[1].